# 해피엔드 (1999년 영화)
"해피엔드"는 1999년에 개봉한 대한민국의 영화이다.

## 캐스팅
- 최민식 : 서민기 역
- 전도연 : 최보라 역
- 주진모 : 김일범 역
- 황미선 : 이미영 역
- 김병춘 : 배불뚝 형사 역
- 유연수 : 구레나룻 형사 역
- 허예인 : 서연 역
- 우승림 : 미스 김 역
- 박주희 : 긴머리 여자 역
- 유태균 : 양복점 주인 역
- 최성웅 : 택시 기사 역
- 박지일 : 은행원 역
- 김옥미 : 은행원 부인 역
- 김홍수 : 취객 역
- 박남희 : 보모 역
- 곽재하 : 김지훈 역
- 원종선 : 문방구 주인 역
- 권효림 : 할인매장 여점원 역
- 김정아 : 폴로 매장 여점원 역
- 박성일 : 비디오 가게 점원 역
- 변양호 : 응급실 의사 역
- 권영경 : 응급실 간호사 역
- 김성훈 : 순경 1 역
- 이동운 : 기차 승무원 1 역
- 안치호 : 기차 승무원 2 역
- 최연선 : 주부 1 역
- 강현미 : 주부 2 역
- 이금주 : 주부 3 역
- 손진호 : 앞자리 대학생 역
- 유진희 : 앞자리 아주머니 역
- 박준화 : 앞자리 꼬마 역
- 제임스 레이놀즈 : 외국인 강사 1 역
- 홀리 마샬 : 외국인 강사 2 역
- 신준영 : 형사 1 역
- 정종현 : 형사 2 역
- 박소연 : 은행원 딸 1 역
- 이아현 : 은행원 딸 2 역
- 도남현 : 은행원 딸 3 역
- 주현 : 헌책방주인 역 (특별출연)